# Old ’76 and Young ’48
Old ’76 and Young ’48 ist der Titel eines Genrebildes und Hauptwerkes des US-amerikanischen Malers Richard Caton Woodville. Das Gemälde entstand 1849 in einem erzählerischen und realistischen Stil der Düsseldorfer Malerschule und zeigt die Angehörigen von drei Generationen einer bürgerlichen amerikanischen Familie im Jahr 1848 in dem Interieur ihres Salons bei der Rückkehr des Sohns aus dem Mexikanisch-Amerikanischen Krieg.

## Beschreibung und Bedeutung
Ein junger Soldat in dunkelblauer Offiziersuniform der United States Army – „Young ’48“ – ist gerade aus dem Krieg zu seiner Familie zurückgekehrt und berichtet ihr. Der Vater steht, Mutter und Schwester sitzen mit dem Heimkehrer an einem Tisch, der für ihn mit Speisen und Rotwein gedeckt ist, und folgen gebannt seinen Erzählungen. Ihre Gesichter zeigen die Züge von Woodvilles Eltern und Schwester. In dem jungen Soldaten porträtierte der Maler seinen Bruder, in dem Greis seinen Großonkel Richard Caton (1763–1845).
Aus der geöffneten Tür und einem Flur beobachten drei schwarze Hausdiener das Geschehen aus einigem Abstand, während der Familienhund, eine gescheckte Bracke, seinen Kopf liebevoll auf den Oberschenkel des Soldaten legt. Die Diener – wohl Sklaven – verbleiben durch die Lichtführung des Malers im Dunkeln. Der eigentliche Familienkreis einschließlich des Hundes ist beleuchtet, besonders treten die Gesichter des jungen Soldaten, seiner Mutter und des Greises hervor. Gut sichtbar sind auch ein klassizistischer Kamin aus grauem Marmor, der die zeitgenössische Antebellum-Architektur und den Federal Style wiedergibt, ein Orientteppich im Vordergrund und die Decken auf dem Tisch.  
Im Lehnstuhl sitzt das greise Familienoberhaupt – „Old ’76“. An der Wand hinter dem Alten ist die Büste George Washingtons zu sehen. Auf dem Kaminsims befindet sich ein stilllebenartiges Arrangement von Gegenständen, neben einer klassizistischen Pendeluhr, kleinen Rokoko-Porzellanvasen und Kerzenständern auch für diesen Ort ungewöhnliche Dinge: ein Apfel, ein getrockneter Maiskolben, ein Fläschchen, möglicherweise für Medizin, und ein Buch, vielleicht die Bibel. Über dem Sims hängt in aufwändiger goldener Rahmung ein Stich nach John Trumbulls Gemälde Declaration of Independence (1819), worauf die Unterzeichnung der Unabhängigkeitserklärung durch die Gründerväter der Vereinigten Staaten im Jahr 1776 abgebildet ist. Wie die Washington-Büste bezieht sich dieses Bild auf die Lebensgeschichte des Alten. Als Veteran des Amerikanischen Unabhängigkeitskriegs verleihen sie ihm besondere Autorität.
Mütze und Degen des jungen Soldaten liegen seit der Begrüßung auf dem Orientteppich. An der Uniformhose und den Reitstiefeln klebt getrockneter Schlamm. Wegen einer Kriegsverletzung trägt der junge Veteran den linken Arm in einer Binde. Zur Bekräftigung seines Vortrags zeigt er mit seiner Rechten auf ein ovales Porträt an der Wand, während sich sein Blick auf den alten Patriarchen heftet, als erwarte er dessen Bestätigung und Anerkennung. Dieser erwidert den Blick des Jungen jedoch nicht, sondern starrt, die Hände auf einen Stock gestützt, versonnen in den Raum, als ob er in eigenen Erinnerungen versunken ist.
Was der junge Veteran darlegen will, bleibt in dem Bild ebenso offen wie die Gedanken, denen der alte Veteran nachhängen könnte. Anscheinend erreichen die Ausführungen des Jungen den Alten nicht, und so wirkt es, als ob sich in dem Raum, der von Erinnerungen und Symbolen aufgeladen wird, insbesondere solchen mit Bezügen zur Geschichte der Vereinigten Staaten, ein generationsübergreifendes Drama zwischen „Young ’48“ und „Old ’76“ abspielen könnte. Einen Hinweis auf derartige Spannungen versteckte der Maler in einem Detail: Die Glasscheibe auf dem Stich zur Unabhängigkeitserklärung von 1776 ist gesprungen, als wolle er dadurch andeuten, dass es um das Erbe der Gründerväter nicht zum Besten stehe.

## Entstehung und Provenienz

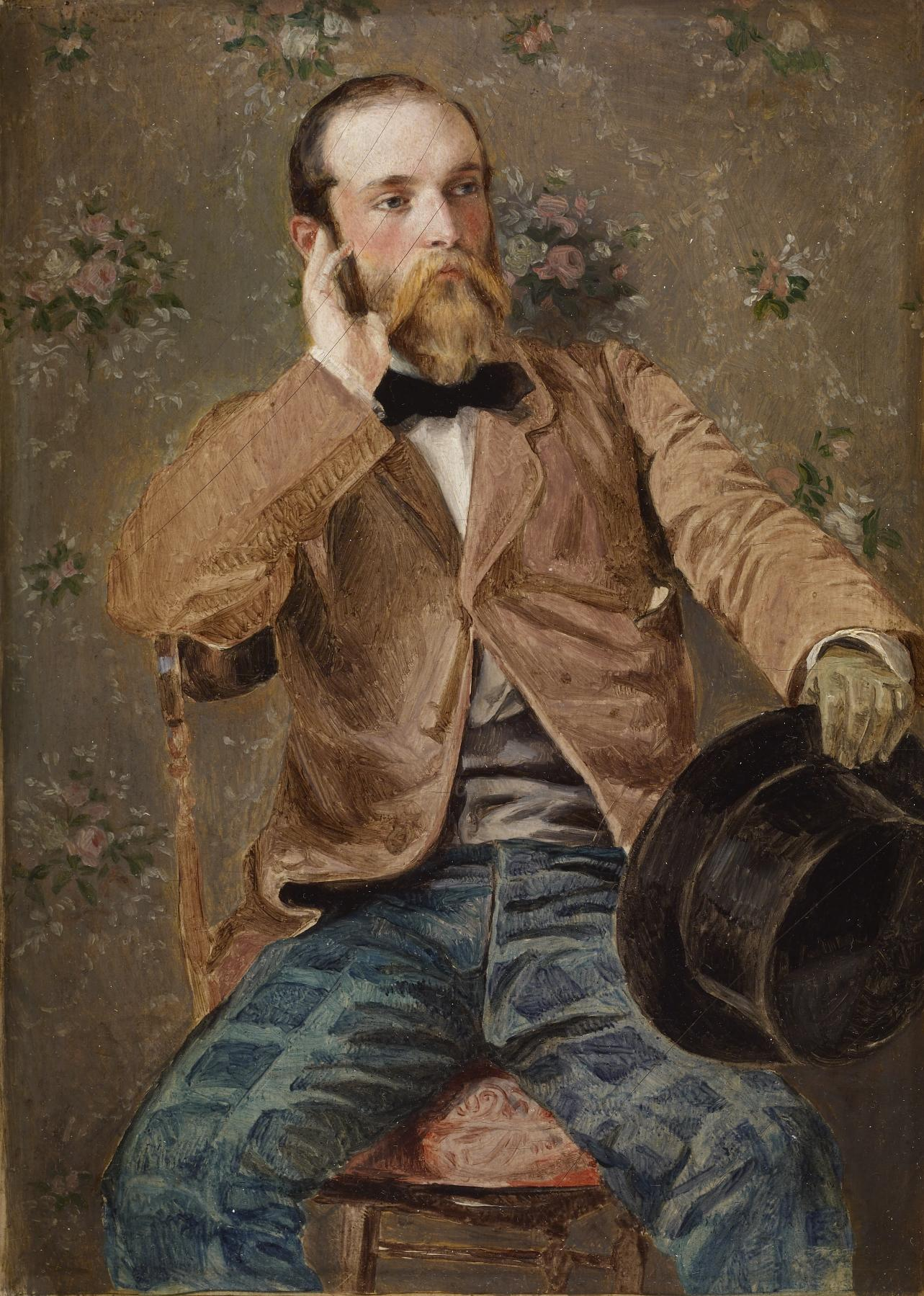
Richard Caton Woodville, Selbstporträt 1853

Richard Caton Woodville malte das Bild 1849 in Düsseldorf, wo er nach einem abgebrochenen Medizinstudium seit 1845 mit seiner Frau lebte und bis 1851 in privatem Unterricht bei Karl Ferdinand Sohn zum akademischen Maler ausgebildet wurde. Sein größtes Vorbild innerhalb der Düsseldorfer Malerschule war Johann Peter Hasenclever, der – abweichend von der offiziellen Linie der Kunstakademie Düsseldorf – die Genremalerei und in dieser Gattung einen humoristischen und sozialkritischen Realismus pflegte. Von Hasenclever übernahm er verschiedene Stilmittel, aus dessen 1848 entstandenem Gemälde Arbeiter vor dem Magistrat etwa das Stilmittel der Büste, um einen Bezug zu einer politischen Persönlichkeit und Epoche herzustellen, sowie die Darstellung einer gesprungenen Glasscheibe zur Andeutung eines bestehenden Konflikts.

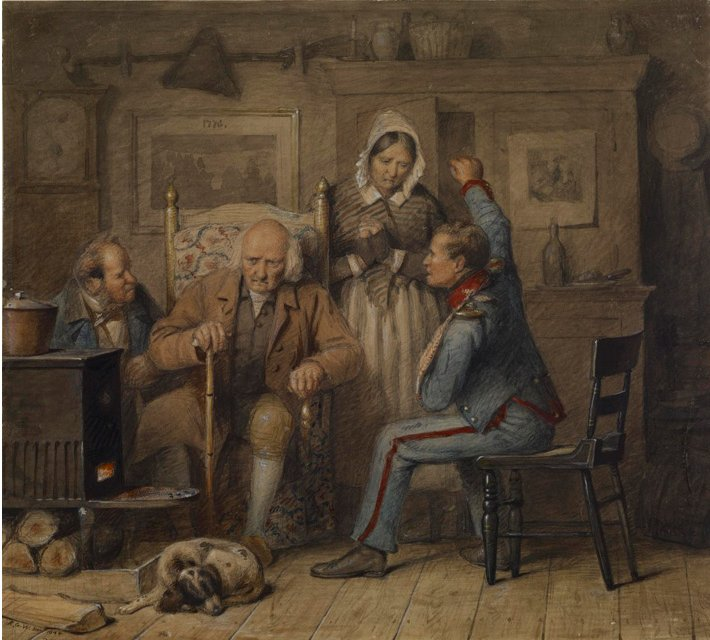
The Soldier’s Experience, Aquarell 1847

Wie das Aquarell The Soldier’s Experience belegt, arbeitete Woodville an dem Thema bereits 1847. 
Durch seinen 1845 verstorbenen Großonkel Richard Caton, der Mary „Polly“ Carroll, eine Tochter des US-Politikers Charles Carroll, geheiratet hatte, war Woodville mit einem der Gründerväter der Vereinigten Staaten entfernt verwandt. Dieser Großonkel, dessen Namen er trug, stand ihm bei der Figur des „Old ’76“ vor Augen.
Eine besondere persönliche Verbindung zum Mexikanisch-Amerikanischen Krieg war für Woodville dadurch gegeben, dass sein Freund Stedman Rawlings Tilghman (1822–1848) ab 1846 als Chirurg bei der US-Armee gedient hatte und unter den Strapazen des Kriegen nach zwei Jahren verstorben war. Dass Woodville sich darüber hinaus für die komplexen politischen und sozialen Hintergründe dieses Kriegs interessierte, zeigt sich bereits in dem Gemälde War News from Mexico, das er 1848 geschaffen hatte. In dem im gleichen Jahr entstandenen Genrebild Politics in an Oyster House setzte er sich außerdem bereits mit dem Thema des Generationenkonfliktes und der politischen Streitkultur auseinander.
1850/1851 fertigte Joseph Ives Pease (1809–1883) einen Stich nach dem Originalgemälde an.
1852 wurde das Bild in einer Ausstellung der American Art-Union in New York City angeboten und von dem New Yorker Schiffskonstrukteur William Henry Webb erworben. Später kam das Bild nach Baltimore, wo es im Laufe der Jahre verschiedene Eigentümer besaßen, ehe es 1954 das Walters Art Museum kaufte.